# Famille presque nulle
En mathématiques, une famille presque nulle est une famille de nombres réels ou complexes telle que la sous-famille de ses termes non nuls est finie.
En particulier, une suite presque nulle est une suite dont tous les termes sont nuls à partir d'un certain rang.

## Applications
La notion de famille presque nulle est souvent combinée à l'utilisation des symboles somme et produit indexés par des ensembles infinis. Cela garantit que l'expression obtenue ne contient qu'un nombre fini de termes non-triviaux, et donc que le résultat est bien défini. Par exemple :
- la décomposition en produit de nombres premiers d'un entier naturel n s'écrit {\displaystyle n=\prod _{p\in {\mathcal {P}}}p^{k_{p}}} où {\displaystyle {\mathcal {P}}} est l'ensemble des nombres premiers positifs et {\displaystyle (k_{p})_{p\in {\mathcal {P}}}} est une famille presque nulle d'entiers naturels,
- un polynôme est une expression de la forme {\displaystyle \sum _{i\in \mathbb {N} }a_{i}X^{i}} avec {\displaystyle (a_{i})_{i\in \mathbb {N} }} une famille presque nulle,
- dans un espace vectoriel, une combinaison linéaire d'une infinité de vecteurs {\displaystyle (v_{i})_{i\in I}} est une expression de la forme {\displaystyle \sum _{i\in I}\lambda _{i}v_{i}} avec {\displaystyle (\lambda _{i})_{i\in I}} une famille presque nulle de scalaires,
- en algèbre générale, la définition de somme directe fait également intervenir la notion de famille presque nulle.